# 풀 프론탈 (영화)
《풀 프론탈》(영어: Full Frontal)은 미국에서 제작된 스티븐 소더버그 감독의 2002년 코미디 드라마 영화이다. 데이비드 듀코브니, 블레어 언더우드, 캐서린 키너, 메리 매코맥, 줄리아 로버츠, 데이비드 하이드 피어스, 브래드 피트 등이 출연하고, 그레고리 제이컵스 등이 제작에 참여하였다.

## 출연
- 데이비드 듀코브니 - 거스 역
- 니키 캣 - 히틀러 역
- 데이비드 하이드 피어스 - 칼 역
- 캐서린 키너 - 리, 칼의 아내 역
- 메리 매코맥 - 린다 역
- 블레어 언더우드 - 캘빈 / 니컬러스 (영화 속 영화 배역) 역
- 줄리아 로버츠 - 프랜체스카 / 캐서린 (영화 속 영화 배역) 역
- 엔리코 콜런토니 - 아티 역
- 제프 갈린 - 하비 역
- 데이비드 앨런 베이시 - 니컬러스의 에이전트 역
- 테런스 스탬프 - 비행기의 남성 / 본인 역
- 데이비드 핀처 - 영화 감독 역
- 제리 와인트라우브 - 제리 역
- 브래드 피트 - 본인 역
- 레인 윌슨, 에디 매클린톡, 디나 스파이비, 샌드라 오 - 해고 당한 직원들 역
- 재뉴어리 존스 - 트레이시 역
- 패트릭 피슐러 - 하비의 조수 역
- 에리카 알렉산더 - 루시 역
- 저스티나 머차도 - 린다 친구 역
- 브래드 로 - 샘 오즈본 역
- 트레이시 빌라 - 헤더 역
- 브랜던 키너 - 프랜체스카의 조수 역

## 기타 제작진
- 배역: 데브라 제인